# فرانس فوتبول
مجلة فرانس فوتبول (France Football) هي مجلة فرنسية تصدر كل أسبوعين باللغة الفرنسية، وهي مجلة مشهورة بالاستفتائات التي تقدمها في مجال كرة القدم. والأخبار الرياضية من جميع أنحاء العالم.

## مقالات ذات صلة
- جائزة الكرة الذهبية الأوروبية
- كرة الفيفا الذهبية

## وصلات خارجية
- الموقع الرسمي لمجلة فرانس فوتبول.